# Edward Kozłowski
Edward Kozłowski (* 21. November 1860 in Tarnów, Polen; † 6. August 1915) war Weihbischof in Milwaukee.

## Leben
Edward Kozłowski empfing am 29. Juni 1887 das Sakrament der Priesterweihe.
Am 12. November 1913 ernannte ihn Papst Pius X. zum Titularbischof von Germia und bestellte ihn zum Weihbischof in Milwaukee. Der Erzbischof von Milwaukee, Sebastian Gebhard Messmer, spendete ihm am 14. Januar 1914 die Bischofsweihe; Mitkonsekratoren waren der Bischof von Grand Rapids, Henry Joseph Richter und Joseph Weber CR, emeritierter Weihbischof in Lwiw.